# Treinamento

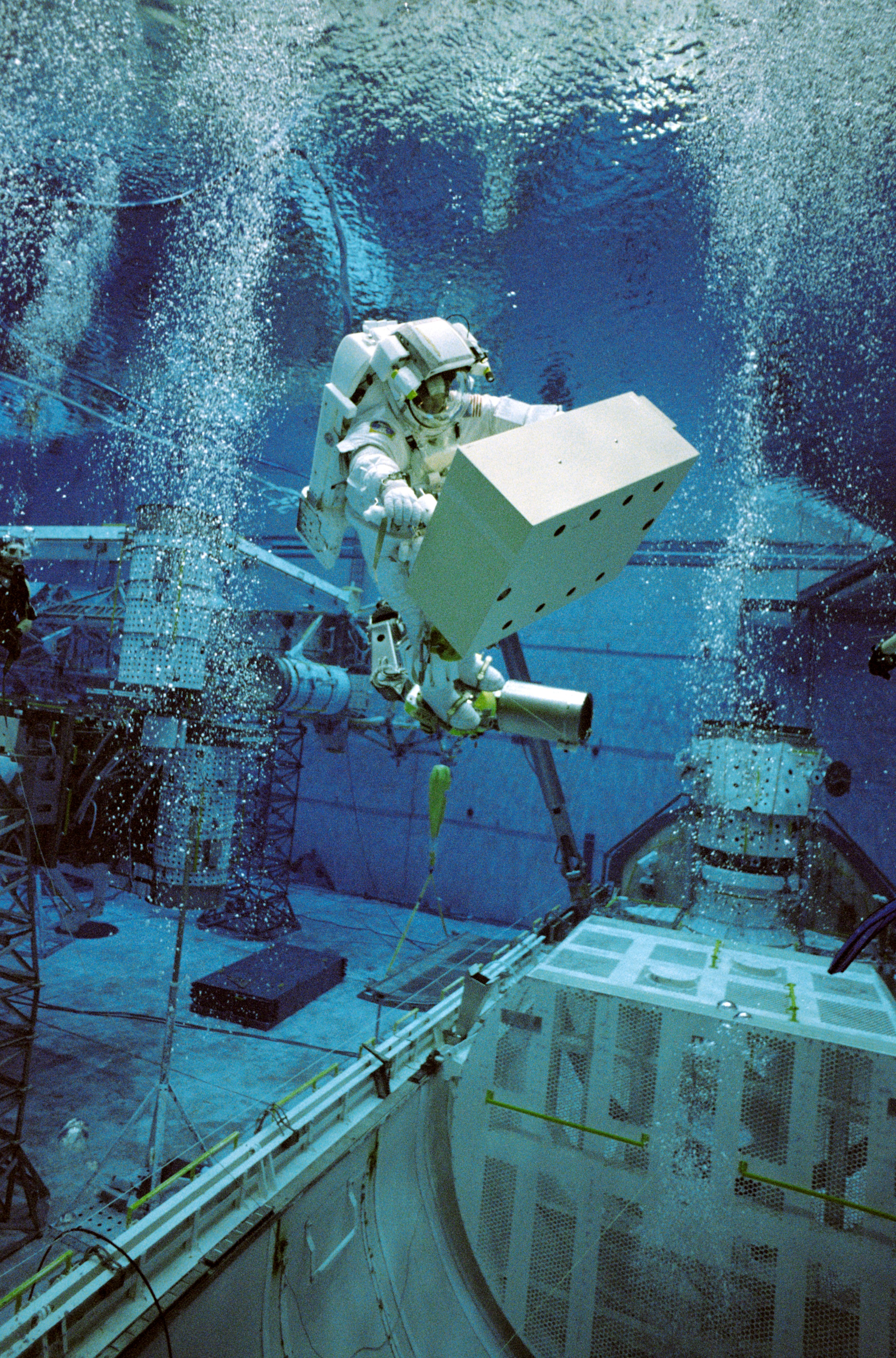
Um astronauta em treino num ambiente subaquático, o qual permite simular uma atividade extraveicular.

A expressão treino (português europeu) ou treinamento (português brasileiro) refere-se ao processo de aquisição de conhecimento, habilidades e competências como resultado de formação profissional ou do ensino de habilidades práticas relacionadas à competências úteis específicas. Isto forma o núcleo da aprendizagem e fornece a espinha dorsal de conteúdo em escolas politécnicas. Além do treino básico exigido por um ofício, ocupação ou profissão, os avanços tecnológicos e a competitividade do mundo moderno exigem que os trabalhadores atualizem constantemente  suas habilidades, ao longo de toda sua vida profissional.

## Tipos de treino

### Treino empresarial
O treino empresarial é um tipo de preparação que acontece dentro das organizações, que capacita os funcionários a melhorarem suas qualidades e competências, com o objetivo de aumentar sua motivação pessoal. Os treinamentos proporcionam uma melhoria na produção das tarefas diárias, e por consequência contribui para os resultados da empresa por aumentar suas responsabilidades. Por haver uma competição maior em organizações que estão alinhadas com os avanços tecnológicos, ocorre a busca por uma produtividade cada vez maior que intensifica a demanda por um treinamento adequado.
Entende-se que execução do treinamento é a realização do treinamento, após todo o processo de levantamento e planejamento. Para a execução do treinamento, todos os aspectos anteriores já foram analisados e avaliados pelo setor estratégico e tático da empresa. O importante na execução do treinamento é o trabalho de unir o treinador e os treinandos em uma linha específica da empresa, que é o aprendizado do seu empregado e posterior crescimento do seu conhecimento, o que será de grande importância para a organização.
Na etapa de avaliação do treinamento ocorre a averiguação de todo o processo, para saber se houve falhas no treinamento. Será verificado desde a estratégia e a estrutura aplicada ao resultado alcançado pelos treinados. O mais importante para empresa é o tipo de retorno que o treinamento vai gerar para as futuras pretensões empresariais, assim a avaliação no final do treinamento é imprescindível para saber se esse objetivo foi alcançado. Se os objetivos designados no início do processo de treinamento não forem alcançados, o processo deverá passar por uma revisão com correções para conseguir alcançar todas as metas. Percebe-se, então, que a avaliação dos resultados é a comparação das atividades realizadas antes do treinamento e após a sua realização. Para conseguir finalizar com resultados positivos, todos os processos de treinamento deverão ser trabalhados de forma completa.
Muitas empresas proveem treino para seus empregados, seja no próprio local de trabalho (interno), seja fora dele (externo):
- Treino interno: ocorre nas próprias instalações da empresa, em situações normais de trabalho, com ferramentas, máquinas, documentos e outros materiais que o treinando irá utilizar em suas atividades laborais cotidianas. O treino interno costuma ser muito utilizado em curso de aperfeiçoamento.
- Treino externo: ocorre fora do local e das situações normais de trabalho, o que significa dizer que o treinando não conta como um trabalhador diretamente produtivo durante o período de treino. Isto, e mais o fato de que muitos empresários encaram treino como despesa, e não como investimento,[6] torna esta modalidade menos atraente para pequenas e médias empresas.

### Treino físico

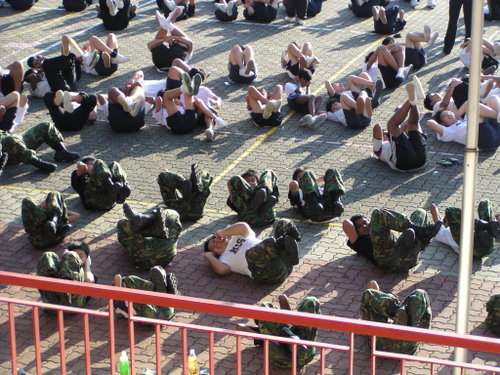
Instrução militar de cadetes em treino físico em Singapura.

O treino físico concentra-se em objetivos mecânicos: programas de treino nesta área desenvolvem habilidades ou músculos. Treinamento é o conceito de atividade física que leva a um melhor rendimento. Diferente de malhação, que é a atividade de ir à academia. Alguns programas de treino físico visam incrementar a aptidão física geral e combater o sedentarismo. A força muscular pode ser definida como a quantidade máxima de força que um músculo ou grupo muscular pode gerar em um padrão especifico de movimento realizado em dada velocidade.
Nas últimas décadas, ela passou a ser considerada um componente fundamental da aptidão física voltada para a manutenção da qualidade de vida dos indivíduos, fazendo parte da maioria dos programas de treinamento físico com vistas à saúde. A importância do desenvolvimento de um programa de treinamento de força para conservação da capacidade de trabalho torna-se cada vez maior conforme o aumento da idade do indivíduo, já que há tendência progressiva ao declínio.
Entretanto, os benefícios promovidos pelo treinamento contra resistência dependem da manipulação de vários fatores, dentre os quais se destacam a intensidade, a frequência e o volume de treinamento. Tais fatores, por sua vez, derivam da combinação do número de repetições, séries, sobrecarga, sequência e intervalos entre as séries e os exercícios, e a velocidade de execução dos movimentos impostos ao treinamento. No entanto, não se tem ainda muito clara qual a melhor combinação dessas variáveis para uma ótima relação dose-resposta. O propósito foi identificar possíveis tendências comuns, em termos de efeitos do treinamento, provocados pela manipulação das seguintes variáveis: carga, número de séries, frequência semanal, intervalo de recuperação e ordem dos exercícios.

No âmbito militar, treino significa obter a capacidade de realizar e sobreviver em combate, e aprender as muitas habilidades necessárias em tempos de guerra. Isto inclui o uso de várias armas, técnicas de sobrevivência e como sobreviver à captura pelo inimigo, entre outros. Por razões psicológicas ou fisiológicas, as pessoas podem optar por treinar técnicas de relaxamento ou de treino autógeno, com o objetivo de aumentar sua capacidade de relaxar ou de lidar com o estresse.

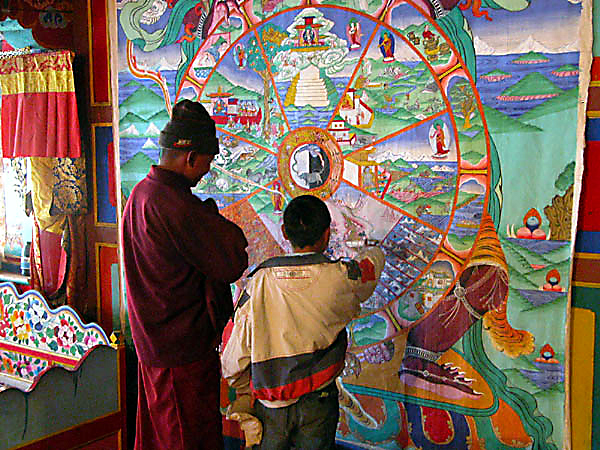
Monge e discípulo (Sichuan, China, 2005).

### Religião e espiritualidade
Treino, em sentido religioso e espiritual, pode significar purificar a mente, coração, entendimento e ações para atingir objetivos espirituais tais como a proximidade com Deus ou a libertação do sofrimento. Entre os exemplos, estão o treino espiritual institucionalizado do budismo, Seicho-No-Ie ou o discipulado cristão.

### Retroalimentação de inteligência artificial
Pesquisadores também têm desenvolvido métodos de treino para dispositivos de inteligência artificial. Algoritmos evolutivos, incluindo programação genética e outros métodos de aprendizagem de máquina, usam um sistema de retroalimentação baseado em "funções de aptidão" para permitir que programas de computador determinem quão bem uma entidade realiza uma tarefa. O método constrói uma série de programas, conhecidos como uma "população" de programas, e então testam-nos automaticamente para "aptidão", observando quão bem realizam a tarefa pretendida. O sistema automaticamente gera novos programas baseados nos membros de melhor desempenho na população. Estes novos membros substituem programas que tiveram desempenho pior. O procedimento é repetido até que se obtenha uma performance ótima.
Em robótica, tais sistemas podem continuar em execução em tempo real, depois de um treino inicial, permitindo que robots adaptem-se à novas situações e mudanças em si mesmos, como, por exemplo, devido ao desgaste ou dano. Pesquisadores também têm desenvolvido robôs que podem imitar comportamentos humanos simples, como ponto de partida para treino.